# Michael Schmid
Michael Schmid (18 marzo 1984) è uno sciatore freestyle svizzero.

## Palmarès

### Olimpiadi
- 1 medaglia:
  - 1 oro (Vancouver 2010 nello ski cross)